# Длинная мышца шеи
Длинная мышца шеи (лат. Musculus longus colli) занимает переднебоковую поверхность тел позвонков — от атланта до III—IV грудных позвонков. Средние отделы немножко расширены. Пучки имеют разную длину, поэтому выделяются 3 части:
- Медиально-вертикальная начинается от тел позвонков на протяжении от V шейного до III грудного и, поднимаясь вверх и медиально, прикрепляется к передней поверхности тел II—III шейных позвонков и переднему бугорку атланта;
- Верхняя косая направляется от поперечных отростков II—V шейных позвонков к телу II шейного позвонка и переднему бугорку атланта;
- Нижняя косая начинается от тел 3 верхних грудных позвонков, направляется вверх и латерально и прикрепляется к передним бугоркам поперечных отростков 3 нижних шейных позвонков.

## Функция
Наклоняет шейный отдел позвоночного столба вперёд и в свою сторону.